# جورج غرين (لاعب كرة قدم أسترالية)
جورج غرين (بالإنجليزية: George Green)‏ هو حكم كرة قدم أسترالية ‏ أسترالي، ولد في 5 أغسطس 1882 في Port Melbourne ‏ في أستراليا، وتوفي في 24 ديسمبر 1949 في Bundoora ‏ في أستراليا.

## وصلات خارجية
- جورج غرين على موقع AustralianFootball.com (الإنجليزية)
- جورج غرين على موقع AFLtables.com (الإنجليزية)